# Französische Leichtathletik-Meisterschaften 2019
Die 131. Französischen Leichtathletik-Meisterschaften wurden vom 26. bis 28. Juli 2019 im Stade Henri-Lux im ostfranzösischen Saint-Étienne ausgetragen.

## Medaillengewinner

### Männer
| Disziplin          | Gold                  | Leistung     | Silber                   | Leistung       | Bronze                    | Leistung     |
| ------------------ | --------------------- | ------------ | ------------------------ | -------------- | ------------------------- | ------------ |
| 100 m              | Amaury Golitin        | 10,45 s      | François-Xavier Collatin | 10,55 s        | Jérémy Leroux             | 10,60 s      |
| 200 m              | Mouhamadou Fall       | 20,34 s PB   | Méba-Mickaël Zézé        | 20,44 s PB     | Jeffrey John              | 20,56 s SB   |
| 400 m              | Christopher Naliali   | 46,11 s PB   | Mame-Ibra Anne           | 46,17 s        | Loïc Prévot               | 46,44 s      |
| 800 m              | Pierre-Ambroise Bosse | 1:48,82 min  | Gabriel Tual             | 1:49,13 min    | Aymeric Lusine            | 1:50,25 min  |
| 1500 m             | Alexis Miellet        | 3:43,26 min  | Rabii Doukkana           | 3:44,24 min    | Pierrik Jocteur-Monrozier | 3:45,28 min  |
| 5000 m             | Hugo Hay              | 14:10,65 min | Azeddine Habz            | 14:12,28 min   | François Barrer           | 14:13,62 min |
| 110 m Hürden       | Wilhem Belocian       | 13,14 s      | Pascal Martinot-Lagarde  | 13,41 s        | Ludovic Payen             | 13,42 s      |
| 400 m Hürden       | Wilfried Happio       | 49,26 s      | Ludvy Vaillant           | 49,35 s SB     | Victor Coroller           | 50,00 s SB   |
| 3000 m Hindernis   | Djilali Bedrani       | 8:34,00 min  | Yoann Kowal              | 8:36,91 min    | Abdelhamid Zerrifi        | 8:43,76 min  |
| 10.000 m Bahngehen | Kévin Campion         | 39:44 min SB | Gabriel Bordier          | 39:53 min PB   | Aurélien Quinion          | 43:26 min    |
| Hochsprung         | William Aubatin       | 2,16 m SB    | Sébastien Micheau        | 2,16 m PB      | Youssef Benzamia          | 2,16 m SB    |
| Stabhochsprung     | Renaud Lavillenie     | 5,85 m SB    | Alioune Sene             | 5,51 m         | Thibaut Collet            | 5,51 m       |
| Weitsprung         | Augustin Bey          | 8,08 m       | Yann Randrianasolo       | 7,98 m         | Guillaume Victorin        | 7,97 m       |
| Dreisprung         | Benjamin Compaoré     | 16,94 m SB   | Harold Correa            | 16,82 m SB     | Yoann Rapinier            | 16,63 m      |
| Kugelstoßen        | Frédéric Dagée        | 19,69 m      | Antoine Duponchel        | 18,82 m        | Itamar Levi               | 17,54 m      |
| Diskuswurf         | Lolassonn Djouhan     | 60,64 m SB   | Tom Reux                 | 56,69 m        | Dean-Nick Allen           | 54,78 m      |
| Hammerwurf         | Quentin Bigot         | 75,73 m      | Yann Chaussinand         | 69,41 m        | Enguerrand Decroix Têtu   | 67,86 m      |
| Speerwurf          | Lukas Moutarde        | 78,53 m PB   | Jérémy Nicollin          | 73,46 m SB     | Rémi Conroy               | 72,81 m PB   |
| Zehnkampf          | Bastien Auzeil        | 7656 Punkte  | Gaël Quérin              | 7556 Punkte SB | Axel Hubert               | 7382 Punkte  |

### Frauen
| Disziplin          | Gold                       | Leistung       | Silber                   | Leistung     | Bronze                   | Leistung     |
| ------------------ | -------------------------- | -------------- | ------------------------ | ------------ | ------------------------ | ------------ |
| 100 m              | Carolle Zahi               | 11,29 s        | Orlann Ombissa-Dzangue   | 11,31 s      | Orphée Néola             | 11,53 s      |
| 200 m              | Sarah Richard-Mingas       | 23,24 s        | Maroussia Paré           | 23,28 s      | Estelle Raffai           | 23,47 s      |
| 400 m              | Déborah Sananes            | 52,52 s        | Amandine Brossier        | 52,89 s      | Diana Iscaye             | 53,03 s      |
| 800 m              | Rénelle Lamote             | 2:02,49 min SB | Justine Fedronic         | 2:04,51 min  | Charlotte Mouchet        | 2:05,52 min  |
| 1500 m             | Élodie Normand             | 4:22,68 min    | Aurore Fleury            | 4:24,23 min  | Lucie Lerebourg          | 4:26,22 min  |
| 5000 m             | Liv Westphal               | 15:55,58 min   | Mathilde Sénéchal        | 16:10,99 min | Leila Hadji              | 16:18,13 min |
| 100 m Hürden       | Laura Valette              | 12,87 s PB     | Fanny Quenot             | 12,96 s PB   | Coralie Comte            | 12,98 s PB   |
| 400 m Hürden       | Aurélie Chaboudez          | 58,02 s        | Farah Clerc              | 58,71 s      | Camille Séri             | 58,84 s      |
| 3000 m Hindernis   | Emma Oudiou                | 9:51,80 min    | Marie Bouchard           | 9:57,16 min  | Ophélie Claude-Boxberger | 10:06,15 min |
| 10.000 m Bahngehen | Clémence Beretta           | 47:32 min      | Laury Cerantola          | 49:40 min PB | Maeva Casale             | 50:25 min PB |
| Hochsprung         | Claire Orcel               | 1,94 m PB      | Solène Gicquel           | 1,88 m PB    | Prisca Duvernay          | 1,83 m       |
| Stabhochsprung     | Ninon Guillon-Romarin      | 4,60 m SB      | Marion Lotout            | 4,20 m       | Alice Moindrot           | 4,20 m       |
| Weitsprung         | Hilary Kpatcha             | 6,44 m         | Rougui Sow               | 6,25 m       | Diane Mouillac           | 6,05 m       |
| Dreisprung         | Rouguy Diallo              | 13,61 m        | Maeva Phesor             | 13,39 m      | Sokhna Gallé             | 12,35 m      |
| Kugelstoßen        | Caroline Métayer           | 16,47 m PB     | Rose Sharon Pierre-Louis | 15,80 m      | Ashley Bologna           | 15,57 m      |
| Diskuswurf         | Mélina Robert-Michon       | 60,55 m        | Pauline Pousse           | 56,98 m      | Irène Donzelot           | 56,29 m      |
| Hammerwurf         | Alexandra Tavernier        | 69,75 m        | Camille Sainte-Luce      | 64,22 m      | Lætitia Bambara          | 60,91 m      |
| Speerwurf          | Alexie Alaïs               | 61,49 m CR PB  | Alexia Kogut Kubiak      | 55,64 m SB   | Evelina Mendes           | 54,20 m      |
| Siebenkampf        | Antoinette Nana Djimou Ida | 5944 Punkte SB | Esther Turpin            | 5781 Punkte  | Annaelle Nyabeu Djapa    | 5763 Punkte  |